# アニメタル
アニメタル (ANIMETAL)は、1996年に結成された日本のヘヴィメタルバンド。1996年に同名の曲が発表されているが、基本的にはバンド名を指す。アニメ及び特撮ヒーローもののテーマ曲・挿入歌、いわゆる「アニメソング」をメタル・アレンジし続けている異色のバンドである。

## 略歴
ジャパニーズ・メタル全般が後に「メタル氷河期」と呼ばれる程の低迷の真っ只中にあった1996年春、ギタリスト野村義男と音楽プロデューサー久武頼正との会話で、「アニメソングをメタルでやったらアニメタルじゃない?」という、どちらかといえば軽い冗談からアニメタルの構想が生まれたのが、そもそものことの始まりである。
その後、久武がレコード会社を回り、アニメタルを売り込んだ結果、前年に王様をヒットさせていた佃淳三が興味を示しファンハウス（現:BMG JAPAN）からのシングルCDの発売が決定。ボーカルには複数の元ジャパメタ・バンドのヴォーカリストが候補に挙がっていたが難航し、ディープ・パープルのトリビュートアルバムを企画したウリ川本（インディーズレーベル「マンドレイク・ルート」主宰）の伝手で、当時は元ANTHEMのさかもとえいぞう（当時は漢字の「坂本英三」名義）が起用された。1996年当時の坂本は自身のバンド（練馬マッチョマン等）で音楽活動は続けていたものの、メジャーレーベルとの契約が無くタクシー運転手など会社員として生計を立てていた状態で、久々のメジャーレーベルからの作品となった。
1996年10月23日、1stシングル「アニメタル」をリリース。これは僅か2日間でレコーディング(坂本のヴォーカル収録は実質6時間)されたものであった。発売前後のラジオなど各メディアで話題になった時期が、ちょうど年末の宴会シーズンに重なったこともあり「宴会芸ソング」として注目を集め、15万枚以上の売上を記録した。アニメタルのヒットは、「ヘヴィメタルで大規模なカラオケ需要は有り得ない」という、それまでの定説を覆すもので、驚きをもって受け止められたが、この時期のジャパメタシーンにとっても数少ない明るい話題として大きなインパクトがあった。なお、当の坂本本人はまったくヒットを期待しておらず、印税契約を結ぶつもりではなかったが、『およげ!たいやきくん』で子門真人が印税契約をしなかったために、大ヒットしてもまったく恩恵が得られなかった（レコード会社からは賞金を得たものの）ケースを踏まえ、印税契約した。
このヒットによりアニメタルはパーマネント・バンドとしての企画に発展する。ボーカルの「さかもと」はそのまま、ギターに元ガーゴイルの屍忌蛇、ベースにココバットのTAKE-SHIT、ドラムスにガーゴイルのKATSUJIをそれぞれ起用し、佃の移籍(復帰)によりSME移籍、2ndシングル「This is ANIMETAL」を発表。次いで、屍忌蛇（ギター）、元JACKS'N'JOKERのMASAKI（ベース）、元リアクションの梅沢康博（ドラムス）という編成で、1stアルバム『アニメタルマラソン』をリリースし、約30万枚の売上を記録した。マラソンの距離（42.195 km）にちなんだ42分19秒5に及ぶ怒涛のメドレーで構成された本アルバムは、1980年代ヘヴィメタルへのリスペクト溢れるアレンジや、高い演奏技術、「さかもと」の熱唱によって、当初見られていた様な企画性の強いイロモノの域を超えた高評価を獲得し、アニメおたくからメタラーまでをファンに取り込むことに成功した。
1997年5月に3rdシングル「特撮でいこう」、ボーカルに元ピンクレディーのMIE（未唯mie）を迎えたアニメタルレディーの1stシングル「アニメタルレディー参上」が発表されるが、ドラムの梅沢が離脱、以後は作品毎にゲストドラマーを迎え活動することになる。同年7月には元LOUDNESSの樋口宗孝を迎えたシングル「アニメタルサマー」、9月にはシングル「センチメタル」とリリースが続き、同年11月には初のオリジナルソングとして、劇場版『るろうに剣心 -明治剣客浪漫譚-』のエンディングテーマになったシングル「永遠の未来」が発表された（ドラムにはKATSUJI、キーボードには難波弘之が参加）。
1998年2月には2ndアルバム『アニメタル・マラソンII 〜特撮編〜』と初のメンバー作詞作曲によるシングル『勇気の証』、同年10月には3rdアルバム『アニメタル・マラソンIII 〜円谷プロ編〜』を発表するなど、順調に活動を続けたが、1999年7月に、活動休止を宣言。同月のライブをもって活動を休止した。
その後、2001年に活動を再開。9月にアルバム『アニメタル・マラソンIV』を発表するが、ギタリストの屍忌蛇が脱退（事実上解雇）、Galneryus、AUSHVITZのSyuが加入する。2003年6月にアルバム『アニメタル・マラソンV』、2004年6月に1stシングルのリメイク盤「THE ANIMETAL 〜RE-BIRTH HEROES〜」、同年9月にアニメのエンディング曲や劇場版主題歌が中心のアルバム『アニメタル・マラソンVI』をリリースした。
2005年10月に特撮ヒーローもの中心のアルバム『アニメタル・マラソンVII 〜戦え!メタル・ヒーロー〜』を発表。『魔法戦隊マジレンジャー』や『特捜戦隊デカレンジャー』のような21世紀に入ってからのスーパー戦隊シリーズが取り上げられたことが話題となる。週刊少年ジャンプの名作を集めた「JUMP IN THE FIRE」がボーナスとして収録された。
2006年7月に、10周年記念ツアーをもって再封印（活動休止）することを宣言。それぞれ多忙になったメンバーのスケジュールの都合のため、と説明された。8月に、10周年記念アルバムで初のフルコーラス・アレンジ・アルバム『DECADE OF BRAVEHEARTS』を発売。10月22日、Zepp東京で行われたライブを最後に再封印。ライブのMCによれば、もし再び活動を再開することがあれば、封印はもう行わないとしている。

## 影響
当初はイロモノ・キワモノの企画盤と目されながらも商業的に成功したアニメタルの影響は小さくなく、1997年頃から「2匹目のどじょう」を狙った企画的なバンドやCDが集団多発的に登場した。また、メタルのみならず、当時市場低迷に悩んでいた他のジャンルのミュージシャンまでもがアニメタルの成功を見て一斉に追随した。
アニメソングをアレンジとしたバンドとしては、パンクにした「アニパンク」、テクノにした「アニテクノ」、ユーロビートにした「アニユーロ」、レゲエにした「レゲエの鬼太郎」、ジャズにした、「アニジャズ（東京ブラススタイル）」などがある。アニメソング以外でも、フォークソングをメタルにした「メタルフォーク」、歌謡曲をメタルにした「メタルっち」「ナツメタル」、テレビドラマ主題歌を取り上げた「ドラメタル」、刑事ドラマ主題歌をメタルにした「刑事（デカ）メタル」、ウルトラマンシリーズの主題歌をメタルにした「ウルトラマンメタル」などがある。なお、以上のバンドの中でも「レゲエの鬼太郎」、「メタルフォーク」「メタルっち」はアニメタルからの派生バンド、「ドラメタル」は坂本英三プロデュースであり、いわゆる「アニメタル・ファミリー」である。
なお、これら「2匹目のどじょう」を狙ったバンドの中には、「モスラメタル」（柴田直人、ボーカルは尾藤イサオ）、昔話・時代劇アニメの主題歌をメタルにした「まんが日本メタルばなし」（柴田、森川之雄らが変名で参加）、演歌をメタルにした「演歌メタル」（福田洋也）等、さかもとがかつて所属していたANTHEMの歴代メンバーが便乗したものもあった。他にも1980年代のメタルシーンで中核をなしていた当時中堅世代と目されていた数多くのミュージシャンがこの種の企画に携わっており、一連の便乗作の登場は、市場が著しく低迷しメタルミュージシャンとして知名度のある者でさえ本筋のメタルだけではまともに食べていけない有様であった、1990年代の底なしのメタル氷河期を一層強く印象づける出来事でもあった。

## 作風
アニメソングや特撮ソングをヘヴィメタル風にアレンジするだけでなく、ヘヴィメタルや歌謡曲等のフレーズをアレンジに取り込んでいる楽曲も数多い。
例
- 宇宙刑事シャイダー(宇宙刑事シャイダー)＝Iron Maidenの「Trooper」
- 電撃!!ストラダ5(電撃!!ストラダ5)＝Angraの「Carry On」
- 仮面ライダーBLACK(仮面ライダーBLACK)＝Yngwie Malmsteenの「I'll See the Light, Tonight」
- 宇宙刑事ギャバン(宇宙刑事ギャバン)＝Yngwie Malmsteenの「RISING FORCE」
- 斗え!!超神ビビューン(超神ビビューン)＝Van Halenの「叶わぬ賭け(Ain't Talkin' 'Bout Love)」
- 大空魔竜ガイキング(大空魔竜ガイキング)＝Ozzy Osbourneの「Crazy Train」
- たたかえ!ガ・キーン(マグネロボ ガ・キーン)＝Judas Priestの「ELECTRIC EYE」
- 超獣戦隊ライブマン(超獣戦隊ライブマン)＝Judas Priestの「BREAKING THE LAW」
- ミッド・ナイトサブマリン(未来警察ウラシマン)＝Judas Priestの「LIVING AFTER MIDNIGHT」
- 駆けろ!スパイダーマン（スパイダーマン）＝DEAD ENDの「SPIDER IN THE BRAIN」
- 戦え!電人ザボーガー(電人ザボーガー)＝DIOの「Stand Up and Shout」
- 鋼鉄ジーグのうた(鋼鉄ジーグ)＝Deep Purpleの「BURN」
- ホームワークが終わらない（幽☆遊☆白書）＝Dokkenの「TOOTH AND NAIL」
- 風よ光よ(快傑ライオン丸)＝Halloweenの「Ride the Sky」
- レッドバロン(スーパーロボット レッドバロン)＝The Beatlesの「The End」
- さらばやさしき日々よ(太陽の牙ダグラム)＝Whitesnakeの「Crying In The Rain」
- タッチ(タッチ)＝METALLICAの「BATTERY」
- 輝く太陽カゲスター(ザ・カゲスター)＝森田公一とトップギャランの「青春時代」
- ダルタニアスの歌(未来ロボ ダルタニアス)＝UFOの「Doctor,Doctor」
- ゼンダマンの歌(ゼンダマン)＝LOUDNESSの「Crazy Doctor」
- 科学戦隊ダイナマン(科学戦隊ダイナマン)＝LOUDNESSの「Crazy Doctor」
- 炎のさだめ(装甲騎兵ボトムズ)＝LOUDNESSの「Crazy Night」
- 炎のさだめ(装甲騎兵ボトムズ)＝Rainbowの「Since You Been Gone」
- ゴーショーグン発進せよ(戦国魔神ゴーショーグン)＝レイジーの「DREAMER」
- 太陽戦隊サンバルカン(太陽戦隊サンバルカン)＝Rainbowの「Stargazer」
- 氷河戦士ガイスラッガー(氷河戦士ガイスラッガー)＝Rainbowの「Kill the King」
- ガンダーラ（西遊記）＝Rainbowの「GATES OF BABYLON」
- 闘士ゴーディアン(闘士ゴーディアン)＝RacerXの「Fire of Rock」
- すきだッダンガードA(惑星ロボ ダンガードA)＝Led Zeppelinの「Communication Breakdown」
- マッハバロン(スーパーロボット マッハバロン)＝Led Zeppelinの「Rock and Roll」

また、カヴァーだけでなく、各アルバムのOPとEDのインストや歌モノの「永遠の未来」「勇気の証」等のオリジナル曲や『るろうに剣心』のキャラクターソング等も手がけている。
ただ、MAKE-UPが担当した「聖闘士星矢」の主題歌「ペガサス幻想」や、クリスタルキングが担当した「北斗の拳」の主題歌「愛をとりもどせ!!」等、元々からのハードロック曲である物は題材としてあまり取り扱われなかった。これはメンバーであるMASAKIが自身のWebサイトで「元からロックのアレンジのものは、そのイメージがあるのでアレンジしにくい」とも発言していることから、極力避けていたということがわかる。しかし、アニメタルマラソンIVで「愛をとりもどせ!!」が、Vで「ペガサス幻想」がカバーされ、その後も元がハードロックの曲が取り上げられるようになった。

## メンバー
初期はあくまでユニット形式だったアニメタルだったが、1stアルバム発表と同時にバンドへと昇華。以後メンバーチェンジを繰り返しながら活動した。
ボーカルは一貫してさかもとが務めた。ギターは元ガーゴイル、VOLCANOの屍忌蛇が長く担当した。哀愁漂うメロディックなフレーズを多く披露し、雑誌のインタビューでは「アニメソングにあれほど泣きがあるとは」と語っていた。屍忌蛇脱退後は若手No1とも称されるSyuが担当。屍忌蛇時代とSyu加入後とはギターフレーズなどのアレンジも変わっている。
ベースは日本のビリー・シーンと称されるMASAKIが担当。日本でも屈指と称される超絶技巧は、ベース専門誌「ベース・マガジン」でも高い評価を得ている。
ドラムは梅沢康博脱退後は固定メンバーを決めず、サポートメンバーがプレイしている。その中でもガーゴイルのKATSUJIは「This Is ANIMETAL」でドラムを担当して以来、梅沢脱退後のほぼ全てのアルバムに参加している。

### 再封印時のメンバー
- さかもとえいぞう（坂本英三） - ボーカル
- MASAKI（倉田雅貴） - ベース
- Syu 2003年〜 - ギター

### 旧メンバー・サポートメンバー
ここでは、定期的に参加するミュージシャンを「サポートメンバー」、1stアルバム以降脱退したメンバーを「旧メンバー」、ライブや楽曲などに参加したミュージシャンを「ゲストミュージシャン」とした。
- サポートメンバー
  - KATSUJI 1997年〜 - ドラムス（レコーディング・ライブ）
  - 佐藤潤一 - ドラムス（復活後のライブドラマー・レコーディングも数曲）
- 旧メンバー
  - 屍忌蛇 1997年〜2002年 - ギター
  - 梅沢康博 1997年 - ドラムス
- シングル「アニメタル」
  - 篠塚泰文 - ギター
  - 岡村陽 - ベース
  - デビル宮本 - ドラム・プログラミング
- シングル「This Is ANIMETAL」
  - TAKE-SHIT - ベース
- アニメタルレディー
  - 未唯（ex.ピンクレディー） - ボーカル
  - 厚見玲衣（ex.VOWWOW） 1997年〜1998年 - キーボード
- ゲストミュージシャン
  - 竹内光雄（英光塾、D.T.R） - ゲスト・ボーカル（アニメタル・マラソンIV）
  - NOV（AION） - ゲスト・ボーカル（アニメタル・マラソンIV）
  - 島紀史（コンチェルト・ムーン） 1997年 - ギター（1stライブサポート）
  - 加瀬竜哉 1997年 - ギター（ライブ）
  - マーティ・フリードマン（ex.メガデス） 2002年 - ギター（アニメタルレディーマラソン2）
  - 難波弘之 1997年 - キーボード（「永遠の未来」）
  - 樋口宗孝 1997年 - ドラムス
  - SHINKI 1997年他 - ドラムス（アニメタルレディーマラソン・ライブドラマー）

## ディスコグラフィー

### アルバム
|      | 発売日         | タイトル                                          | 規格品番   | 収録曲 | 備考                |
| ---- | -------------- | ------------------------------------------------- | ---------- | --- | ------------------- |
| 1st  | 1997年3月21日  | アニメタル・マラソン                              | SRCL-3779  | 1. アニメタルのテーマ 2. ガッチャマンの歌 3. 海のトリトン 4. テッカマンの歌 5. たたかえ!キャシャーン 6. 戦え!ポリマー 7. 行くぞ!ゴーダム 8. バビル2世 9. コン・バトラーVのテーマ 10. ボルテスVの歌 11. 立て!闘将ダイモス 12. 勇者ライディーン 13. 大空魔竜ガイキング 14. すきだッ ダンガードA 15. ダッシュ!マシンハヤブサ 16. グランプリの鷹 17. タイガーマスク 18. 氷河戦士ガイスラッガー 19. 誰がために 20. 銀河鉄道999 21. キャプテンハーロック 22. 宇宙戦艦ヤマト 23. 翔べ! ガンダム 24. 復活のイデオン 25. マクロス 26. 行け!ザンボット3 27. カムヒア!ダイターン3 28. 疾風ザブングル 29. ダンバインとぶ 30. さらばやさしき日々よ 31. 炎のさだめ 32. マジンガーZ 33. おれはグレートマジンガー 34. とべ!グレンダイザー 35. ゲッターロボ! 36. 鋼鉄ジーグのうた 37. デビルマンのうた 38. アニメタルのテーマ(Reprise) | オリコン初登場9位。 |
| 2nd  | 1998年2月21日  | アニメタル・マラソンII 〜特撮編〜                 | SRCL-4200  | 1. アニメタルのテーマII(流血の讃美歌) 2. レッツゴー!! ライダーキック 3. 戦え! 仮面ライダーV3 4. セタップ! 仮面ライダーX 5. ゴーゴー・キカイダー 6. キカイダー01 7. ロボット刑事 8. 戦えイナズマン 9. フラッシュ! イナズマン 10. 嵐よ叫べ 11. 風よ光よ 12. 鉄人タイガーセブン 13. 戦え!電人ザボーガー 14. 行けレインボーマン 15. ダイヤモンドアイ 16. コンドールマン 17. スペクトルマン・ゴーゴー 18. 故郷は地球 19. アイアンキング 20. 電撃!ストラダ5 21. ワイルドセブン 22. ぼくらのバロム1 23. 勝利だ!アクマイザー3 24. 斗え!!超神ビビューン 25. 輝く太陽カゲスター 26. 斗え忍者キャプター 27. 地獄のズバット 28. 宇宙鉄人キョーダイン 29. オー!!大鉄人ワンセブン 30. 宇宙刑事ギャバン 31. 宇宙刑事シャリバン 32. 宇宙刑事シャイダー 33. 科学戦隊ダイナマン 34. ジャッカー電撃隊 35. 進め!ゴレンジャー 36. 秘密戦隊ゴレンジャー 37. アマゾンライダーここにあり 38. 仮面ライダーストロンガーのうた 39. 燃えろ!仮面ライダー 40. アニメタルのエンディング・テーマ(最期の子守唄) 「アニメタル坂本英三は改造人間である」に始まるナレーション （『仮面ライダー』オープニングナレーションのパロディ）は中江真司が担当している（シングル「特撮でいこう!」は別人）。 | Sony                |
| Best | 1998年5月21日  | アニメタルのベスト                                | SRCL-4237  | 1. アニメタル 2. This Is ANIMETAL 3. 特撮でいこう! 4. アニメタル・レディー参上! 5. アニメタル・サマー 6. アニメタル・レディー見参! 7. センチメタル 8. 永遠の未来 9. 勇気の証 10. 天才!岸和田博士のうた | Sony                |
| 3rd  | 1998年10月21日 | アニメタル・マラソンIII 〜円谷プロ編〜            | SRCL-4389  | 1. ウルトラQメインタイトル～ウルトラQのテーマ～ 2. ウルトラマンの歌 3. ウルトラセブンの歌 4. ULTRA SEVEN 5. マイティジャックの歌 6. 恐怖の町 7. 帰ってきたウルトラマン 8. MATのテーマ 9. ミラーマンの歌 10. ウルトラマンA 11. TACの歌 12. レッドマン 13. トリプルファイターのうた 14. 緊急指令10-4・10-10 15. ファイヤーマン 16. ジャンボーグA 17. 戦え!ジャンボーグ9 18. ウルトラマンタロウ 19. ウルトラマンレオ 20. 戦え!ウルトラマンレオ 21. 星空のバラード 22. 猿の軍団 23. 行け!ボーンフリー 24. カモン!アステカイザー 25. 戦え!アイゼンボーグ 26. 青春の旅立ち 27. 恐竜戦隊コセイドン 28. ザ・ウルトラマン 29. ウルトラマン80 30. アンドロメロス 31. 夢のヒーロー 32. TAKE ME HIGHER 33. ウルトラマンダイナ 34. 快獣ブースカ | Sony                |
| Live | 1999年10月1日  | COMPLETE FIRST LIVE                               | SRCL-4645  | DISC 1 1. アニメタルのテーマ 2. ガッチャマンの歌 3. 海のトリトン 4. MC1 5. コン・バトラーVのテーマ 6. 勇者ライディーン 7. MC2 8. テッカマンの歌 9. Drum Solo 10. Bass Solo 11. Guitar Solo 12. グランプリの鷹 13. たたかえ!キャシャーン 14. MC3 15. 疾風ザブングル DISC 2 1. ゲッターロボ! 2. キューティーハニー(アニメタル・レディー) 3. 魔法使いサリー(アニメタル・レディー) 4. マジンガーZ 5. デビルマンのうた 6. アンコール前拍手1 7. 銀河鉄道999 8. MC4 9. 翔べ!ガンダム 10. アンコール前拍手2 11. MC5 12. This Is ANIMETAL Type2(宇宙戦艦ヤマト～海のトリトン～おれはグレートマジンガー～戦え!ポリマー～タイガーマスク～キューティーハニー～バビル2世～誰がために) | SME Records         |
| Live | 1999年10月1日  | COMPLETE LAST LIVE                                | SRCL-4647  | DISC 1 1. アニメタルのテーマII (流血の讃美歌) 2. ゲッターロボ! 3. テッカマンの歌 4. MC1 5. コン・バトラーVのテーマ 6. たたかえ!キャシャーン 7. MC2 8. アニメタル・サマー Type2(行け行け飛雄馬～がんばれドカベン～アパッチ野球軍～王者!#侍ジャイアンツ～風になれ!～あしたのジョー) 9. Guitar Solo 10. MC3 11. 宇宙刑事メドレー(宇宙刑事ギャバン～宇宙刑事シャリバン～宇宙刑事シャイダー) 12. MC4 13. アニメタル・マラソンIIメドレー(キカイダー01～風よ光よ～鉄人タイガーセブン～ワイルドセブン～ぼくらのバロム1～Bass Solo～輝く太陽カゲスター～アイアンキング～科学戦隊ダイナマン) 14. MC5 15. 華(四乃森蒼紫のテーマ)～アカペラ 16. MC6 17. 天才!岸和田博士のうた 18. MC7 19. 坂本英三アコースティック・コーナー 1(ボルテスVの歌～ダイヤモンドアイ～宇宙鉄人キョーダイン) DISC 2 1. 坂本英三アコースティック・コーナー2(ジャッカー電撃隊～草原のマルコ～薔薇は美しく散る) 2. MC8 3. 銀河鉄道999 4. MC9 5. センチメタル Type2(今日もどこかでデビルマン～行け!コン・バトラーV～ルパン三世 その1～真赤なスカーフ～哀 戦士) 6. 特撮でいこう! Type2(レッツゴー!!ライダーキック～戦え!仮面ライダーV3～セタップ!仮面ライダーX～アマゾンライダーここにあり～仮面ライダーストロンガーのうた～燃えろ!仮面ライダー) 7. MC10 8. マジンガーZ 9. 鋼鉄ジーグのうた 10. 秘密戦隊ゴレンジャー 11. MC11 (アンコール 1) 12. 勇気の証 13. MC12 14. This Is ANIMETAL 15. デビルマンのうた 16. MC13 (アンコール 2) 17. ガッチャマンの歌 18. 終演後ガヤ 19. アニメタルのエンディング・テーマ(最期の子守唄) | SME Records         |
| 4th  | 2001年9月12日  | アニメタル・マラソンIV                            | CTCR-14177 | 1. 地獄の三銃士 - Instrumental - 2. 宇宙の王者!ゴッドマーズ(六神合体ゴッドマーズ) 3. エルガイム -Time for L-GAIM-(重戦機エルガイム) 4. 失われた伝説(ゆめ)を求めて(機甲創世記モスピーダ) 5. ゴーショーグン発進せよ(戦国魔神ゴーショーグン) 6. トライダーG7のテーマ(無敵ロボ トライダーG7) 7. 銀河旋風ブライガー(銀河旋風ブライガー) 8. 銀河烈風バクシンガー(銀河烈風バクシンガー) 9. 銀河疾風サスライガー(銀河疾風サスライガー) 10. 太陽の使者・鉄人28号(太陽の使者 鉄人28号) 11. われらガッチャマン(科学忍者隊ガッチャマンII) 12. ガッチャマンファイター(科学忍者隊ガッチャマンF) 13. おれたちの船出(わが青春のアルカディア 無限軌道SSX) 14. タイガーマスク二世(タイガーマスク二世) 15. 傷だらけの栄光(あしたのジョー2) 16. 侍ジャイアンツ(侍ジャイアンツ) 17. 空手バカ一代(空手バカ一代) 18. 荒野の少年イサム(荒野の少年イサム) 19. 愛をとりもどせ!!(北斗の拳) 20. ゲームセンターあらし(ゲームセンターあらし) 21. 夢操作P.M.P.1(プラレス3四郎) 22. 夢の狩人(魔境伝説アクロバンチ) 23. HELLO, VIFAM(銀河漂流バイファム) 24. 黄金戦士ゴールド・ライタン(黄金戦士ゴールドライタン) 25. 亜空大作戦のテーマ(亜空大作戦スラングル) 26. ダルタニアスの歌(未来ロボ ダルタニアス) 27. がんばれ!宇宙の戦士(宇宙大帝ゴッドシグマ) 28. 斗え!ゴライオン(百獣王ゴライオン) 29. 銀河の青春(機甲艦隊ダイラガーXV) 30. 光速電神アルベガス(光速電神アルベガス) 31. たたかえ!ガ・キーン(マグネロボ ガ・キーン) 32. UFO戦士ダイアポロン(UFO戦士ダイアポロン) 33. ブロッカー軍団 マシンブラスター(ブロッカー軍団IVマシーンブラスター) 34. アストロガンガー(アストロガンガー) 35. アイアンリーガー～限りなき使命～(疾風!アイアンリーガー) 36. ゲッターロボ號(ゲッターロボ號) 37. Zのテーマ(マジンガーZ) | cutting edge        |
| 5th  | 2003年6月25日  | アニメタル・マラソンV                             | VPCC-84430 | 1. 殺戮の十字架 2. ペガサス幻想(聖闘士星矢) 3. 闘士ゴーディアン(闘士ゴーディアン) 4. 超人戦隊バラタック(超人戦隊バラタック) 5. トライアタック!メカンダーロボ(合身戦隊メカンダーロボ) 6. スタージンガーの歌(SF西遊記スタージンガー) 7. ローラーヒーロー・ムテキング(とんでも戦士ムテキング) 8. ミッドナイト・サブマリン(未来警察ウラシマン) 9. 夢の舟乗り(キャプテン・フューチャー) 10. キン肉マン Go Fight!(キン肉マン) 11. 炎のキン肉マン(キン肉マン) 12. TOUGH BOY(北斗の拳2) 13. よろしくチューニング(よろしくメカドック) 14. 燃えてヒーロー(キャプテン翼) 15. タッチ (タッチ) 16. ザ・チャンバラ(まんが水戸黄門) 17. ルパン三世のテーマ(ルパン三世) 18. バトルフィーバーJ(バトルフィーバーJ) 19. ああ電子戦隊デンジマン(電子戦隊デンジマン) 20. 太陽戦隊サンバルカン(太陽戦隊サンバルカン) 21. 大戦隊ゴーグルV(大戦隊ゴーグルV) 22. 超電子バイオマン(超電子バイオマン) 23. 超獣戦隊ライブマン(超獣戦隊ライブマン) 24. レッドバロン(レッドバロン) 25. マッハバロン(マッハバロン) 26. 男の操 ～青春一期一会～(優雅貴族マサキバロン:ウソ) 27. ガンバロン '77(小さなスーパーマン ガンバロン) 28. 行くぞ!BD7(少年探偵団 BD7) 29. 闘え!ドラゴン(闘え!ドラゴン) 30. 駆けろバンキッド(円盤戦争バンキッド) 31. 流星人間ゾーン(流星人間ゾーン) 32. 仮面ライダー スーパー1(仮面ライダースーパー1) 33. 仮面ライダーBLACK(仮面ライダーBLACK) 34. 仮面ライダーBLACK RX(仮面ライダーBLACK RX) 35. 逆転イッパツマン(逆転イッパツマン) 36. ヤットデタマンの歌(ヤットデタマン) 37. オタスケマンの歌(オタスケマン) 38. ゼンダマンの歌(ゼンダマン) 39. ヤッターマンの歌(ヤッターマン) 40. 残酷な天使のテーゼ(新世紀エヴァンゲリオン) 41. Tomorrow Never Die | VAP                 |
| 6th  | 2004年9月22日  | アニメタル・マラソンVI                            | VPCC-81492 | 1. Absolute In Choas (天翔) 2. 合体!ゲッターロボ(ゲッターロボ) 3. 不滅のマシン ゲッターロボ(ゲッターロボG) 4. ぼくらのマジンガーZ(マジンガーZ) 5. 勇者はマジンガー(グレートマジンガー) 6. 宇宙の王者グレンダイザー(UFOロボ グレンダイザー) 7. ひろしのテーマ(鋼鉄ジーグ) 8. 倒せ!ギャラクター(科学忍者隊ガッチャマン) 9. おれは新造人間(新造人間キャシャーン) 10. スペースナイツの歌(宇宙の騎士テッカマン) 11. 嗚呼!逆転王(逆転イッパツマン) 12. 永遠ブルー(聖闘士星矢) 13. ユリア…永遠に(北斗の拳) 14. 力石 徹のテーマ(あしたのジョー) 15. ジョーの子守唄(あしたのジョー) 16. みなし児のバラード(タイガーマスク) 17. 空手道おとこ道(空手バカ一代) 18. 行け!バンババン(侍ジャイアンツ) 19. ああ 青春よ いつまでも(ドカベン) 20. 想い出がいっぱい(みゆき) 21. 笑顔を探して(YAWARA!) 22. 冒険者たちのバラード(ガンバの冒険) 23. カムチャッカ半島リアス式物語(リトマス紙剣士マサキ酸性:またウソ) 24. ルパン三世 愛のテーマ(ルパン三世) 25. 炎のたからもの(ルパン三世劇場版「カリオストロの城」) 26. 君をのせて(天空の城ラピュタ) 27. 飛翔 ( NEVER END)(富士映画「クラッシャージョウ」) 28. 愛の金字塔(六神合体ゴッドマーズ) 29. 正義の超能力少年(バビル2世) 30. 愛の勇者たち(ザ・ウルトラマン) 31. 乾いた大地(戦闘メカ ザブングル) 32. UFO少年団(UFO戦士ダイアポロン) 33. おれは洸だ(勇者ライディーン) 34. 星空のガイキング(大空魔竜ガイキング) 35. その名もタクマ宇宙パイロット(惑星ロボ ダンガードA) 36. THE GALAXY EXPRESS 999(東映映画「銀河鉄道999」) 37. わが青春のアルカディア(東急エージェンシー・東映映画 「わが青春のアルカディア」) 38. 真赤なスカーフ(宇宙戦艦ヤマト) 39. スターチルドレン(松竹映画「機動戦士ガンダム」) 40. 哀 戦士(松竹映画「機動戦士ガンダムII 哀 戦士」) 41. めぐりあい(松竹映画「機動戦士ガンダムIII めぐりあい宇宙篇」) 42. Theory Of Madness(狂気の方程式) | VAP                 |
| 7th  | 2005年10月21日 | アニメタル・マラソンVII 〜戦え!メタル・ヒーロー〜 | VPCC-81520 | 1. DARK SIDE OF THE ANGEL ～暗黒の天使～ 2. 魔法戦隊マジレンジャー(魔法戦隊マジレンジャー) 3. 特捜戦隊デカレンジャー(特捜戦隊デカレンジャー) 4. ミッドナイト・デカレンジャー(特捜戦隊デカレンジャー) 5. デンジマンにまかせろ!(電子戦隊デンジマン) 6. 勇者が行く(バトルフィーバーJ) 7. いつか、花は咲くだろう(ジャッカー電撃隊) 8. 仮面ライダーのうた(仮面ライダー) 9. 少年仮面ライダー隊の歌(仮面ライダーV3) 10. おれはXカイゾーグ(仮面ライダーX) 11. アマゾンダダダ!! (仮面ライダーアマゾン) 12. きょうもたたかうストロンガー(仮面ライダーストロンガー) 13. 男の名は仮面ライダー(仮面ライダー(新)) 14. はるかなる愛にかけて(仮面ライダー(新)) 15. 火を噴けライダー拳(仮面ライダースーパー1) 16. 戦え!!人造人間キカイダー(人造人間キカイダー) 17. ハカイダーの歌(人造人間キカイダー) 18. 01ロック(キカイダー01) 19. チェスト!チェスト!イナズマン(イナズマン) 20. イナズマン・アクション(イナズマンF) 21. 進めロボット刑事(ロボット刑事) 22. キョーダインとは俺たちだ(宇宙鉄人キョーダイン) 23. スター!スター!カゲスター(ザ・カゲスター) 24. 大空のキャプター(忍者キャプター) 25. 男はひとり道をゆく(快傑ズバット) 26. モンキー・マジック(西遊記) 27. ガンダーラ(西遊記) 28. 熱血猿飛佐助(熱血猿飛佐助) 29. 宇宙猿人ゴリなのだ(宇宙猿人ゴリ) 30. 友情のバロム・クロス(超人バロム1) 31. 俺の兄弟電人ザボーガー(電人ザボーガー) 32. ヤマトタケシの歌(愛の戦士レインボーマン) 33. 赤い夕陽のバラバラマン(ロボット8ちゃん) 34. がんばれロボコン(がんばれロボコン) 35. ゼブラーマンの歌(ゼブラーマン) 36. 駆けろ!スパイダーマン(スパイダーマン) 37. 星雲仮面マシンマン(星雲仮面マシンマン) 38. 強さは愛だ(宇宙刑事シャリバン) 39. おれが正義だ!ジャスピオン(巨獣特捜ジャスピオン) 40. 時空戦士スピルバン(時空戦士スピルバン) 41. 君の青春は輝いているか(超人機メタルダー) 42. SEE THE DISTANT HORIZON ～忘却の水平線～ 43. JUMP IN THE FIRE! (ジャンプ・メドレー) - CAT'S EYE(CAT'S EYE) - 魔訶不思議アドベンチャー!(ドラゴンボール) - CHA-LA HEAD-CHA-LA(ドラゴンボールZ) - コブラ(スペースコブラ) - ホームワークが終わらない(幽遊白書) - 冬のライオン(キャプテン翼) - 汚れちまった悲しみに…(魁!!男塾) | オリコン最高122位   |
| 8th  | 2006年8月2日   | DECADE OF BRAVEHEARTS                             | VPCC-80609 | 1. 宇宙戦艦ヤマト 2. 戦え!仮面ライダーV3 3. CHA-LA HEAD-CHA-LA 4. 愛をとりもどせ!! 5. ウルトラマンレオ 6. 神魂合体ゴーダンナー!! 7. 君をのせて 8. 薔薇は美しく散る 9. 銀河鉄道999 10. ハリケンジャー参上! 11. アイアンリーガー～限りなき使命～ 12. 誰がために 13. タッチ 14. ペガサス幻想 | オリコン最高110位   |
| Best | 2011年10月12日 | そして伝説へ…THE LEGEND of ANIMETAL               | MHCL-1961  | DISC1 1. This Is ANIMETAL -Edited Version from “ANIMETAL MARATHON” 2. アニメタル・マラソン・メドレー 3. 特撮でいこう! 4. アニメタル・レディー参上! 5. アニメタル・サマー 6. アニメタル・レディー見参! 7. センチメタル 8. アニメタル・マラソンII・メドレー 9. 勇気の証 10. 永遠の未来 DISC2 1. アニメタル・マラソンIII・メドレー 2. アニメタル・マラソンIV・メドレー 3. アニメタル・レディー・マラソンII・メドレー 4. アニメタル・マラソンV・メドレー 5. アニメタル・マラソンVI・メドレー 6. アニメタル・マラソンVII・メドレー 7. For The Bravehearts Only! -2011 Edited Version- 8. THE ANIMETAL | オリコン最高139位   |

### シングル
ソニー在籍当時、J-POPのシングルでは8cmCDが一般的であったが、アニメタルは楽曲の長さ(本編・ラジオエディット・カラオケ)から12cmCDでの発売だった。永遠の未来のみメドレーではなくオリジナル曲だったため8センチCDで発売されている(勇気の証もオリジナル曲ではあるが、12センチCDで発売されている)。
|     | 発売日         | タイトル                         | 規格品番   | 収録曲 | 備考                                                                         |
| --- | -------------- | -------------------------------- | ---------- | --- | ---------------------------------------------------------------------------- |
| 1st | 1996年10月23日 | アニメタル                       | FHCF-2332  | 1. アニメタル(ガッチャマンの歌～コン・バトラーVのテーマ～勇者ライディーン～たたかえ!キャシャーン～マジンガーZ～ゲッターロボ!～デビルマンの歌) 2. アニメタル (RADIO EDIT) 3. アニメタル (オリジナル・カラオケ) | ファンハウス                                                                 |
| 2nd | 1997年2月1日   | This Is ANIMETAL                 | SRCL-3758  | 1. This Is ANIMETAL(宇宙戦艦ヤマト～海のトリトン～おれはグレートマジンガー～戦え!ポリマー～タイガーマスク～バビル2世～誰がために) 2. This Is ANIMETAL (RADIO EDIT) 3. This Is ANIMETAL (オリジナル・カラオケ) | Sony                                                                         |
| 3rd | 1997年5月21日  | 特撮でいこう!                    | SRCL-3948  | 1. 特撮でいこう!(レッツゴー!!ライダーキック～仮面ライダーのうた～戦え!仮面ライダーV3～セタップ!仮面ライダーX～アマゾンライダーここにあり～仮面ライダーストロンガーのうた～燃えろ!仮面ライダー) 2. 特撮でいこう!(RADIO EDIT) 3. 特撮でいこう!(オリジナル・カラオケ) | Sony                                                                         |
| 4th | 1997年7月21日  | アニメタル・サマー               | SRCL-4019  | 1. アニメタル・サマー(行け行け飛雄馬～君は何かができる～がんばれドカベン～アパッチ野球軍～王者!侍ジャイアンツ～風になれ!～あしたのジョー) 2. アニメタル・サマー (RADIO EDIT) 3. アニメタル・サマー (オリジナル・カラオケ) | Sony                                                                         |
| 5th | 1997年9月21日  | センチメタル                     | SRCL-4047  | 1. センチメタル(今日もどこかでデビルマン～行け!コン・バトラーV～ルパン三世その1～真赤なスカーフ～みなし児のバラード～哀 戦士) 2. センチメタル (RADIO EDIT) 3. センチメタル (オリジナル・カラオケ) | Sony                                                                         |
| 6th | 1997年11月21日 | 永遠の未来                       | SRDL-4457  | 1. 永遠の未来 2. 永遠の未来 (アコースティック・ヴァージョン) 3. 永遠の未来 (オリジナル・カラオケ) | 劇場版「るろうに剣心 -明治剣客浪漫譚- 維新志士への鎮魂歌」エンディングテーマ |
| 7th | 1998年2月21日  | 勇気の証                         | SRCL-4203  | 1. 勇気の証 2. たたかえ!キャシャーン (ライブ・ヴァージョン) 3. ゲッターロボ!(ライブ・ヴァージョン) | Sony                                                                         |
| 8th | 2004年6月23日  | THE ANIMETAL 〜RE-BIRTH HEROES〜 | VPCC-81485 | 1. THE ANIMETAL(ガッチャマンの歌～コンバトラーVのテーマ～勇者ライディーン～たたかえ!キャシャーン～マジンガーZ～ゲッターロボ!～デビルマンのうた) 2. ペガサス幻想 3. Time for L-GAIM 4. MC1 5. マラソンVメドレー(ローラーヒーロー・ムテキング～キン肉マン Go Fight!～燃えてヒーロー～レッドバロン～流星人間ゾーン～残酷な天使のテーゼ) 6. MC2 7. ルパン三世のテーマ 8. MC3 9. アニメタル・サマーII(傷だらけの栄光～王者!侍ジャイアンツ～空手バカ一代～タイガーマスク～みなし児のバラード～あしたのジョー) 10. MC4 11. タッチ 12. MC5 13. ムーンライト伝説 14. MC6 15. 勇気の証 16. MC7 17. 宇宙戦艦ヤマト 18. マジンガーZ 19. ガッチャマンの歌 20. This Is ANIMETAL(カラオケ) | VAP                                                                          |

### 映像作品
| 発売日                       | タイトル                     | 規格品番                    |
| ---------------------------- | ---------------------------- | --------------------------- |
| 1997年5月21日 2005年11月23日 | ANIMETALIVE                  | SRVM-5566:VHS MHBL-1040:DVD |
| 2002年11月29日               | THE FOURTH MARATHON          | V-SHOCK-001                 |
| 2004年6月23日                | THE PSYCHO MARATHON          | VPBQ-19023                  |
| 2006年12月21日               | SONGS FOR EVERLASTING FUTURE | VPBQ-19032                  |

### その他
- 宿敵見参! るろうに剣心のサウンドトラック（1997年）に収録。
- The 十本刀 るろうに剣心のサウンドトラック（1997年）に収録。

上記は劇場版るろうに剣心の前売りチケット付属シングルとして発表され、後にアニメタルマラソン2のボーナスCDに収録された。
- 天才！岸和田博士のうた

ラジオドラマ「岸和田博士の異常的愛情」主題歌。作曲に渡辺宙明を迎え、作詞は作者のトニーたけざきと坂本の競作になっている。同ドラマCD、アニメタルのベストに収録。
- For the Bravehearts Only

アニメタルFC限定で発売されたシングル（ドラえもんのうた～忍者ハットリくん～すいみん不足～きてよパーマン～ワイワイワールド～オラはにんきもの～おどるポンポコリンのメドレー）

## 関連バンド
- ANTHEM / 坂本英三(さかもとえいぞう)
- RESONANCE / さかもとえいぞうがANTHEM加入以前に在籍していたバンド。
- 練馬マッチョマン / さかもとえいぞう
- JAM Project / さかもとえいぞう
- EIZO Japan / さかもとえいぞう、アニメタルと同様のコンセプトのアニソンカヴァーメタルユニット
- 英光塾 / 竹内光雄(D.T.R)、坂本英三の愛のユニット
- Gargoyle / 屍忌蛇、KATSUJI
- VOLCANO / 屍忌蛇
- Galneryus / Syu
- AUSHVITZ / Syu
- Spinalcord / Syu
- JACKS'N'JOKER / MASAKI
- LOUDNESS / 樋口宗孝
- COCOBAT / TAKE-SHIT
- CANTA / MASAKI

## 関連ブランド
- MARS SIXTEEN / アパレルブランド。「アニメタルマラソンIV」「アニメタルレディマラソンII」「アニメタルマラソンV」のジャケットデザインを担当。その時の全てのツアーTシャツを手がけた。

## 関連商品

### アニ○○○

#### アニパンク
| 発売日         | タイトル                | 規格品番   |
| -------------- | ----------------------- | ---------- |
| 1997年10月22日 | 逆襲のアニパンク        | BVCR-1548  |
| 1997年10月22日 | 決戦のアニパンク        | BVCR-8813  |
| 2001年07月29日 | アニパンク LIVE!        | SAGT-1     |
| 2009年06月24日 | アニパンク新録音盤 : 序 | XQAY-1102  |
| 2013年02月20日 | JAMP!                   | VICL-63995 |

#### アニテクノ
| 発売日         | タイトル                                 | 規格品番 |
| -------------- | ---------------------------------------- | -------- |
| 1997年05月21日 | アニテクノ Featuringミラクルシリーズ     | AYCM-573 |
| 1997年07月21日 | アニテクノ～サーフMIX                    | AYCM-578 |
| 1997年10月21日 | アニテクノ～デジタル・ファンク・ミックス | AYCM-583 |
| 1997年11月21日 | ソウル・ファンク・ミックス...アゲイン!!! | AYCM-589 |
| 1997年12月16日 | ザ・コンプリート・ベスト                 | AYCM-593 |

#### アニユーロ
| 発売日         | タイトル   | 規格品番  |
| -------------- | ---------- | --------- |
| 1997年04月23日 | アニユーロ | FHCF-2370 |

#### 二代目アニメタル
| 発売日         | タイトル            | 規格品番  |
| -------------- | ------------------- | --------- |
| 2015年03月25日 | ANIMETAL THE SECOND | SRCL-8765 |

### ○○メタル

#### ナツメタル
| 発売日         | タイトル                          | 規格品番  |
| -------------- | --------------------------------- | --------- |
| 1997年05月28日 | ナツメタル Gentlemen              | PICL-0015 |
| 1997年06月25日 | ナツメタル Ladies                 | PICL-0016 |
| 1997年07月23日 | ナツメタル Gentlemen 2            | PICL-0017 |
| 1997年08月27日 | ナツメタル ノンストップチャレンジ | PICL-1156 |

#### 刑事メタル
| 発売日                        | タイトル                           | 規格品番             |
| ----------------------------- | ---------------------------------- | -------------------- |
| 1997年06月25日 2009年09月02日 | 刑事メタル～DECA METAL             | CRCP-1003 CRCP-40251 |
| 2006年08月02日                | 刑事メタル～刑事魂&GreatCops番外編 | POCS-7117            |

#### ドラメタル
バップ、ポニーキャニオンから別々に発売。参加アーティストも異なる。バップ版はさかもとえいぞうがプロデュース。
| 発売日         | タイトル                                              | 規格品番   |
| -------------- | ----------------------------------------------------- | ---------- |
| 1997年07月18日 | ドラメタル                                            | PCCA-01120 |
| 1997年08月01日 | 青春ドラメタル                                        | VPCC-82103 |
| 1997年08月20日 | ドラメタル                                            | PCCR-263   |
| 1997年09月19日 | ドラメタル外伝70's                                    | PCCA-01132 |
| 1997年09月19日 | ドラメタル外伝80's                                    | PCCA-01133 |
| 1997年11月19日 | METAL X'MAS～DRAMETAL番外編・サンタが脅しにやって来る | PCCA-01158 |

#### まんが日本メタルばなし
森川之雄が偽名で参加。
| 発売日         | タイトル               | 規格品番   |
| -------------- | ---------------------- | ---------- |
| 1997年11月21日 | まんが日本メタルばなし | TKCA-71272 |

#### 演歌メタル
福田洋也参加。
| 発売日         | タイトル   | 規格品番   |
| -------------- | ---------- | ---------- |
| 1997年12月17日 | 演歌メタル | VICL-35022 |

#### モスラメタル
柴田直人がボーカルに尾藤イサオを迎えて「モスラの歌～奇跡の詩」のみ企画・プロデュースで参加。
| 発売日         | タイトル             | 規格品番 |
| -------------- | -------------------- | -------- |
| 1998年11月27日 | MOTHRA SONG THE BEST | KICS-708 |

#### イエロー・メタル・オーケストラ
| 発売日         | タイトル           | 規格品番  |
| -------------- | ------------------ | --------- |
| 1998年02月25日 | メタル・サーヴィス | ALCA-5228 |

#### メタルフォーク
便乗企画ではなく、ソニーによる正式な姉妹企画。野村義男参加。
| 発売日         | タイトル        | 規格品番  |
| -------------- | --------------- | --------- |
| 1997年07月21日 | 打倒!アニメタル | SRCL-4020 |